# Chanos-Curson
Chanos-Curson település Franciaországban, Drôme megyében. Lakosainak száma 1177 fő (2022. január 1.). Chanos-Curson Beaumont-Monteux, Clérieux és Mercurol-Veaunes községekkel határos.

## Népesség
A település népességének változása:
| Lakosok száma | 624  | 722  | 773  | 1058 | 1076 | 1071 | 1078 | 1084 | 1146 | 1177 |
|               | 1968 | 1982 | 1990 | 2006 | 2013 | 2015 | 2017 | 2019 | 2020 | 2022 |